# Trite pennata
Trite pennata là một loài nhện trong họ Salticidae.
Loài này thuộc chi Trite. Trite pennata được Eugène Simon miêu tả năm 1885.